# Steve Coppell
Stephen James Coppell (Liverpool, Reino Unido, 9 de julio de 1955), conocido como Steve Coppell, es un exfutbolista y entrenador británico.

## Trayectoria

### Como jugador
Debutó como profesional en 1973 con el Tranmere Rovers F. C. En 1975 se marchó al Manchester United F. C. donde permaneció hasta su retirada en 1983, con 28 años de edad, como consecuencia de una grave lesión que sufrió en 1981 con la selección inglesa en un partido de clasificación para el Mundial 1982 ante Hungría.

### Como entrenador
En 1984 inició su carrera como entrenador en el Crystal Palace F. C., club al que dirigió en cuatro etapas distintas hasta el año 2000 con una breve experiencia en el Manchester City F. C. entremedias.
Posteriormente, dirigió al Brentford F. C. y al Brighton & Hove Albion F. C. y en octubre de 2003 fichó por el Reading F. C. En la temporada 2005-06 consiguió el ascenso a la Premier League, siendo la primera ocasión en su historia que el club jugaría en la máxima categoría, con un récord de puntuación de 106 puntos. En su primera temporada finalizaron en un octavo puesto que le valió el premio a mejor entrenador del año por segunda temporada consecutiva. Sin embargo, al año siguiente descendieron a la EFL Championship. A pesar de ello, siguió en el club un año más y abandonó la entidad en mayo de 2009 tras perder ante el Burnley F. C. en las semifinales de la promoción de ascenso.
En agosto de 2010, tras entrenar durante algo menos de cuatro meses al Bristol City F. C., anunció su retiro de los banquillos.
En abril de 2012 inició una nueva etapa en los despachos, primero en el Crawley Town F. C. y posteriormente en el Portsmouth F. C.
En 2016 decidió regresar a los banquillos y se marchó a la India para entrenar al Kerala Blasters. También dirigió en el mismo país al Jamshedpur F. C. y al ATK.

## Selección nacional
Fue internacional con Inglaterra en 42 ocasiones en las que anotó siete goles entre 1977 y 1983.

### Participaciones en Copas del Mundo
| Mundial      | Sede   | Resultado     | Partidos | Goles |
| ------------ | ------ | ------------- | -------- | ----- |
| Mundial 1982 | España | Segunda ronda | 4        | 0     |

### Participaciones en Eurocopas
| Copa          | Sede   | Resultado      | Partidos | Goles |
| ------------- | ------ | -------------- | -------- | ----- |
| Eurocopa 1980 | Italia | Fase de grupos | 2        | 0     |

## Clubes

### Como jugador
| Club                    | País       | Año       |
| ----------------------- | ---------- | --------- |
| Tranmere Rovers F. C.   | Inglaterra | 1973-1975 |
| Manchester United F. C. | Inglaterra | 1975-1983 |

### Como entrenador
| Club                         | País       | Año       |
| ---------------------------- | ---------- | --------- |
| Crystal Palace F. C.         | Inglaterra | 1984-1993 |
| Crystal Palace F. C.         | Inglaterra | 1995-1996 |
| Manchester City F. C.        | Inglaterra | 1996      |
| Crystal Palace F. C.         | Inglaterra | 1997-1998 |
| Crystal Palace F. C.         | Inglaterra | 1999-2000 |
| Brentford F. C.              | Inglaterra | 2001-2002 |
| Brighton & Hove Albion F. C. | Inglaterra | 2002-2003 |
| Reading F. C.                | Inglaterra | 2003-2009 |
| Bristol City F. C.           | Inglaterra | 2010      |
| Kerala Blasters              | India      | 2016      |
| Jamshedpur F. C.             | India      | 2017-2018 |
| ATK                          | India      | 2018-2019 |

## Palmarés

### Títulos nacionales
| Título         | Club                    | País       | Año  |
| -------------- | ----------------------- | ---------- | ---- |
| FA Cup         | Manchester United F. C. | Inglaterra | 1977 |
| Charity Shield | Manchester United F. C. | Inglaterra | 1977 |
| FA Cup         | Manchester United F. C. | Inglaterra | 1983 |